# Humanismus a renesance v české literatuře
Renesance (a její výraz ve slovesné kultuře zvaný humanismus) je historickou epochou evropské mentality. Časově následuje po období středověku a zahajuje novověk (jenž končí tzv. dlouhým 19. stoletím), příp. dobu předmoderní (od renesance po modernu, tedy zhruba do první světové války). V praxi se v mnoha ohledech se středověkem prolíná a koexistuje s ním v témže čase. Řada renesančních myšlenek (např. důraz na tvořivou schopnost člověka) je rozvinutým podnětem pozdního středověku. Po renesanci následuje baroko, do kterého se v Itálii renesance postupně transformovala, kdežto v Českých zemích byl rychlý přechod z humanismu do baroka podpořen politickým milníkem bitvy na Bílé hoře.
Pod vlivem Evropy (zejména Itálie, ale také německých zemí) pronikl humanismus do Čech, kam ho přivedli především cizinci (Aeneas Piccolomini, Hiernonymus Balbus) a čeští studenti vracející se ze zahraničních univerzit. Cílem českých či čechoněmeckých humanistů bylo začlenit se do soudobých duchovních proudů a povznést českou literaturu (v územním, ne v jazykovém smyslu) na evropskou úroveň.
V předmoderní době se odborné písemnictví stále ještě ostře neodlišovalo od beletrie. Velkého rozvoje se dočkaly naučné žánry (herbáře, astronomická a lékařská pojednání, filologické práce atd.). Typicky středověké žánry, jako byl traktát, ztratily na oblibě (s výjimkou traktátů Šimona z Budče), zato se rozšířil antický žánr epistolografie (z lat. epistula, list; umělecky stylizovaný dopis, zpravidla určený širší kulturní veřejnosti, ne jen adresátovi). Oblíbené byly i ostatní antické žánry, např. óda nebo epigram. Do husitských válek se rozvíjelo drama. Lidové kultuře se blížil typicky humanistický žánr facetie (krátká vtipná povídka, často neuctivě zesměšňující různé jevy), z předchozích dob pokračovalo dějepisectví, oživené humanistickými požadavky (anekdotičnost, poutavost). Středověký žánr zvaný spor (svár, hádání), v němž býval správný názor už předem známý, nyní nahradil dialog inspirovaný antikou, kde se měly rovnocenné diskutující strany teprve dobrat pravdy.
Český humanismus se dělí na latinský a národní (český a německý). Autoři píšící převážně národním jazykem však zpravidla tvořili také v latině.

## Humanismus obecně a jeho česká odnož

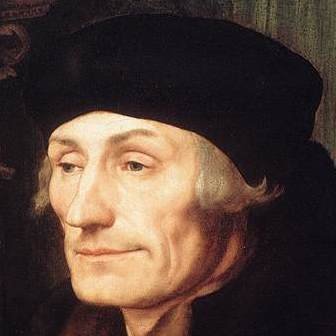
Erasmus Rotterdamský, přední humanista a inspirátor řady národních humanismů včetně českého. Svojí filologickou prací ovlivnil např. Řehoře Hrubého z Jelení.

Významný posun renesanční mentality oproti středověké spočívá v míře, kterou se renesance inspiruje antikou. Řecké, etruské a římské (latinské) památky se staly estetickým ideálem a vzorem přijímaným všeobecněji, ale také kritičtěji, než tomu bylo ve středověku. Objev knihtisku zlevnil knihy a zpřístupnil je většímu počtu čtenářů nebo posluchačů, čímž přispěl k šíření náboženského i světského poznání. Tehdejší myslitelé přehodnotili také vztah člověka k bohu a k okolní přírodě; středověký teocentrismus (názor, že středobodem veškerého bytí je bůh a že člověk se musí realizovat především ve vztahu k němu) byl vystřídán antropocentrismem (názor, že ostatní jsoucno se vztahuje k člověku). V souvislosti se zvýšeným zájmem o přírodu se škála uměleckých námětů obohatila o přírodní motivy (došlo např. k rozvoji krajinomalby a přírodní lyriky). Pro humanisty je charakteristický zájem o filosofii, která se postupně osamostatnila od teologie, a ovládnutí několika jazyků národních i klasických (zejm. řečtiny a latiny, někdy rovněž hebrejštiny). Tato jazyková kompetence měla posloužit k nezprostředkovanému pochopení pramenů jak antických, tak náboženských – zejména Vulgáty (latinského překladu Bible z 4. století n. l., který byl pokládán za autoritativní) a novořeckého originálu Bible. Charakteristickým rysem renesance je její vlastní vymezování se oproti středověku.
Všechny tyto obecné charakteristiky renesance či humanismu sdílí i jeho česká varianta. V českém prostředí však bývají často oslabeny splýváním s končícím středověkem, početní omezeností zdejší humanistické komunity, geografickou vzdáleností Čech od italského ohniska renesance a specifickým politickým a náboženským vývojem (českou inteligenci zaměstnávalo husitství a husitské války, kališníci také až na výjimky odmítali renesanci z náboženských důvodů).
Období humanismu se překrývá s řadou politických změn v českých zemích. První náznaky humanismu se objevují za vlády Karla IV. V době poděbradské působili již i první autoři, které lze označit za humanistické (Šimon ze Slaného či Jan z Rabštejna). Plně se humanismus rozvinul za vlády Jagellonců a pokračoval i po jejich vymření roku 1526, když české země přešly (zatím nedědičně) do rukou Habsburků. Humanismus se v podstatě přerodil v baroko po bitvě na Bílé hoře (1620). Určitá část utrakvistické inteligence odešla do exilu a katoličtí autoři tvořili už v duchu baroka, ačkoli i u nich se projevovaly klasicizující tendence (tzv. barokní humanismus např. u Bohuslava Balbína).

## Počátky humanismu
První náznaky humanismu lze zaznamenat už v době Karla IV. Tehdy bylo intelektuální prostředí pražského dvora ovlivněno Karlovým hostem a korespondenčním partnerem, italským básníkem Francescem Petrarkou, případně také jeho současníkem, humanistou a vizionářem Colou di Rienzo. Rienzo hledal v Čechách azyl před papežovým pronásledováním; byl internován na arcibiskupském hradě Roudnici a papeži vydán až s několikaletým prodlením, což mu snad zachránilo život. Z vězení si s panovníkem vyměňoval dopisy a stýkal se v něm s Janem ze Středy. Intelektuálové z Karlova okruhu byli tedy konfrontováni s počátky italské renesance a obdivovali její autory, ale nakolik přijali její principy za své, je otázkou. Jan ze Středy, který se vyznačoval tehdy ještě ojedinělou schopností číst antické autory v originálu (ne tedy v převodu do středověké latiny), se ke konci života od humanismu kajícně obrátil zpět ke středověké zbožnosti.
Marxistický literární historik Milan Kopecký spatřoval humanistické prvky již v Tkadlečkovi a v Nové radě Smila Flašky z Pardubic, kde chápe jako renesanční projevy polyfonii, zájem o přírodu a ironický postoj k rytířství. Poslední z nich je však stejně typický i pro vzdělané moralizující vrstvy středověku.

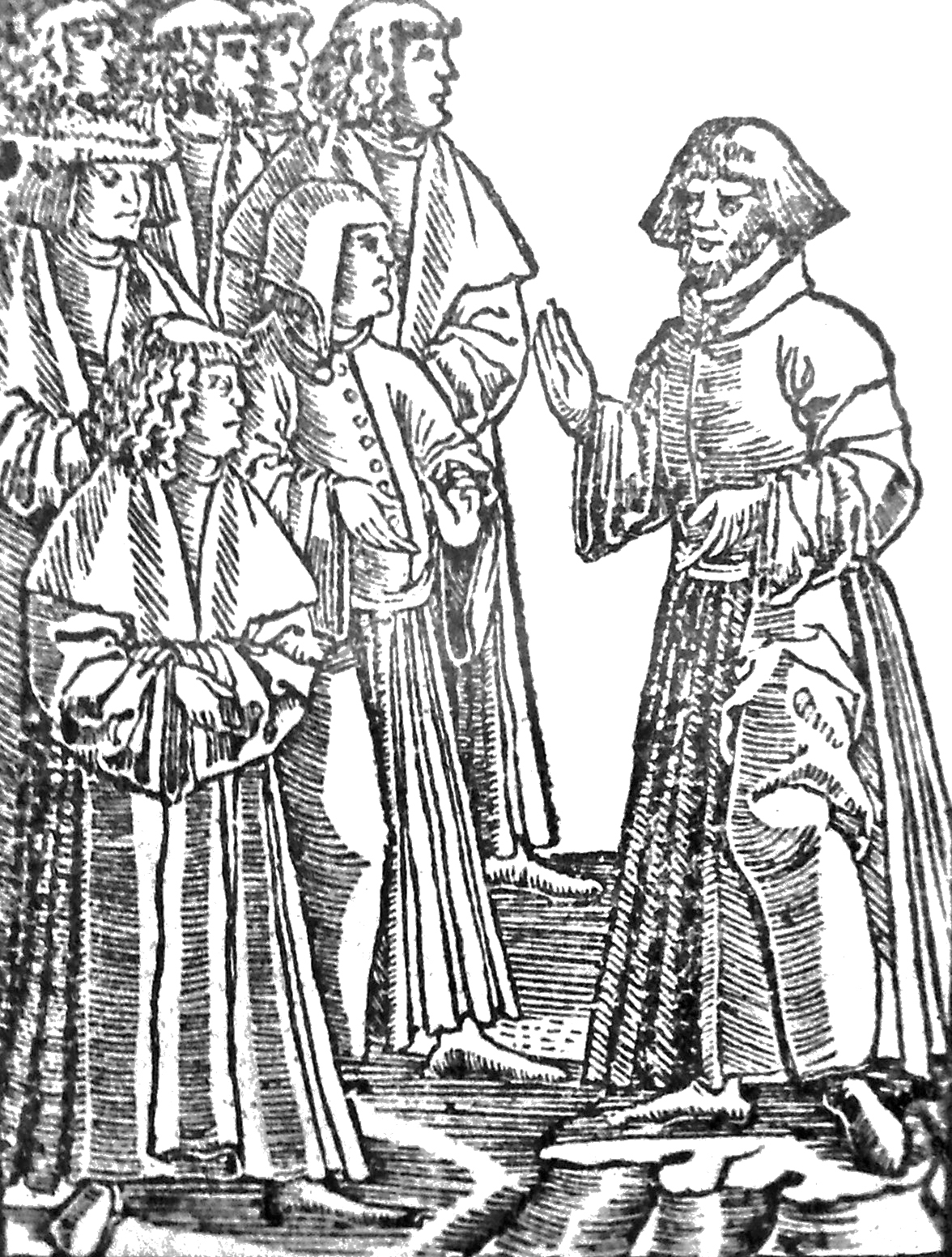
Dřevoryt z Chelčického díla Sieť viery prawe.

## Doba polipanská (1434–1471)
Jedná se o období od bitvy u Lipan až po konec vlády Jiřího z Poděbrad. Toto období nebylo pro českou literaturu tolik plodné jako následující epocha: díla se často zabývala událostmi a idejemi minulých husitských válek. Humanismus se teprve počínal prosazovat, a to zejména v katolickém prostředí.
Výjimečná je z hlediska svojí kvality a důsažnosti tvorba Petra Chelčického, jehož náboženské dílo našlo ohlas u Jednoty bratrské a ovlivnilo českou literaturu na dlouhou dobu (u Chelčického se myšlenkově inspiroval např. Tomáš G. Masaryk, umělecky pak Pavel Eisner). Obsahově jde však spíše o dílo středověké. Dalším významným autorem této fáze je Mikuláš z Pelhřimova zvaný Biskupec. Z cestopisců je pro toto období významný Václav Šašek z Bířkova.
Za humanistu již můžeme označit Jana z Rabštejna, jehož latinský Dialogus odpovídá ideálům renesance jak formálně (podobou dialogu uvnitř epištoly či užitím řečnických figur a citací antických autorit), tak obsahově (uplatněním klasické vzdělanosti, výzvou k toleranci a snahou o rozumové řešení konfliktu). Kvalitativně je Dialogus jedním z vrcholů české latinsky psané produkce své doby.
Humanismus v utrakvistickém prostředí reprezentoval Šimon ze Slaného, autor řeckých epištol, který se mimo jiné účastnil delegace vyslané na obhajobu husitství k papeži a humanistickému vzdělanci Piu II.
V katolické Plzni byla roku 1468 postavena první tiskárna.

## Rozvoj humanismu (1471– cca1520)

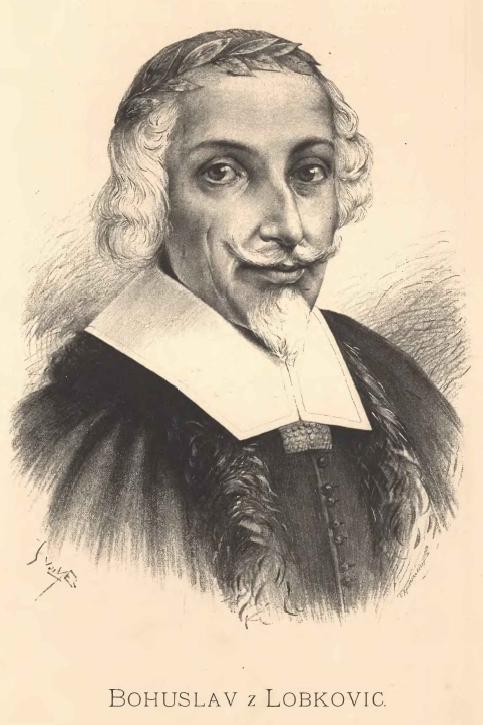
Bohuslav Hasištejnský, vůdce českých humanistů proslulý mezi vzdělanci celé Evropy.

Jde o období od konce vlády Jiřího z Poděbrad po vládu Jagellonců. V této době vynikli zejména autoři latinské větve humanismu Bohuslav Hasištejnský z Lobkovic a Augustin Olomoucký. V tomto období vzrostl rovněž význam Jednoty bratrské pro literaturu, neboť se tato církev na podnět Vavřince Krasonického, a především Jana Blahoslava přestala uzavírat světu a vzdělanosti a sama přispěla díly estetickými a náboženskými. Nejvýznamnějším počinem Jednoty je překlad Bible, tzv. Bible kralická.

### Latinská větev humanismu
- Bohuslav Hasištejnský z Lobkovic
- Augustin Olomoucký
- Jan Skála z Doubravky, řečený Dubravius

Bohuslav Hasištejn proslul svými mistrně stylizovanými epištolami a básnickou tvorbou, jíž se zařadil k předním spisovatelům územně české literatury (např. Hasištejnovu Ódu na karlovarský pramen přebásnil do češtiny Jaroslav Vrchlický). Významné jsou rovněž jeho traktáty (např. De miseria humana, čes. O lidské ubohosti, který vrcholí útěkem od běd života k bohu).
Bohuslav Hasištejn usiloval o olomoucké biskupství, které však nezískal, a tak se zdržoval především na stejnojmenném rodovém sídle. Hrad Hasištejn se stal jedním z center českého humanismu: nacházela se zde značně rozsáhlá sbírka rukopisů a tisků a latinská škola pro nadané chlapce, kteří zároveň tvořili Hasištejnovu básnickou družinu. Byl přední postavou a organizátorem českého humanistického kruhu a reprezentoval jej v cizině.
Augustin Olomoucký se narodil jako syn německého měšťana Käsenbrota. Studoval v Krakově a Padově (současně s Koperníkem), kde se pěstovala především matematika, astronomie a astrologie. Svá humanistická díla sepsal v Itálii, poté strávil 15 let v budínské kanceláři (kterou Hasištejn nazývá „spíše akademií“) a po návratu na Moravu, již jako církevní hodnostář, psal díla proti kacířům (polemizoval s Jednotou bratrskou). Známé je Augustinovo spojení s Dunajskou literární společností, které věnoval ze svých proslulých sbírek zdobený zlatý pohár; jinak se věnoval také numismatice. Na humanismus nikdy nezanevřel, v českém království se stýkal s K. Celtem a J. Balbem.
Z jeho humanistického díla měly největší vliv návod ke skládání listů a platónský dialog zvaný Obrana básníků. Augustin v tomto dialogu prostřednictvím stejnojmenné postavy obhajuje prospěšnost a krásu literatury (zejména antické) v rozmarném rozhovoru s jejím odpůrcem. V druhé linii dialogu naopak Augustin uvádí v posměch tzv. fysiky, tedy lékaře či spíše šarlatány. Obrana dosahuje vysoké umělecké úrovně, zejména tam, kde v inspiraci Platónem úsporně a zároveň živě načrtává prostředí rozhovoru; dovede také charakterizovat mluvčího stylem repliky. K jejím humanistickým rysům patří nejen časté citace antických spisovatelů (které se objevují i v dílech středověkých), ale především samostatné zhodnocení literárních vzorů a autorit.
Jan Dubravius, rodným jménem Skála z Doubravky, pocházel z bohaté katolické rodiny. Studia práv a theologie ve Vídni a v Itálii završil doktorátem z kanonického práva. S touto průpravou se stal důvěrníkem osvíceného olomouckého biskupa Stanislava Thurza, kolem nějž se humanisté soustředili. Při korunovaci Ludvíka Jagellonského byl Dubravius povýšen na rytíře; významnou část života také strávil jako diplomat. Často zastupoval katolickou stranu v náboženských záležitostech státního významu (měl např. obrátit lutheránského faráře Pavla Speráta, zasloužil se o vyhoštění starších Jednoty bratrské, předložil panovníkovi přímluvu proti krutému zacházení s jinověrci atd.). Upravil a do latiny přeložil Hájkovu kroniku (Historia regni Bohemiae). Na žádost A. Fuggera vypracoval spis O rybnících, používaný ještě dlouho jako autoritativní publikace ve svém oboru. Věnoval se také krasořečnictví, ale v současnosti je jeho nejznámějším dílem Rada zvířat, alegorický soubor doporučení pro dobrou vládu a křesťanský život. V této skladbě, inspirované Novou radou Smila Flašky z Pardubic, se střídají ptáci a tzv. čtvernožci (savci) v radách mladému Ludvíku Jagellonskému (jemuž tehdy ještě nebylo 14 let). Část těchto rad je určena speciálně pro panovníka, část má obecně vychovat křesťana.

### Národní (česká) větev humanismu

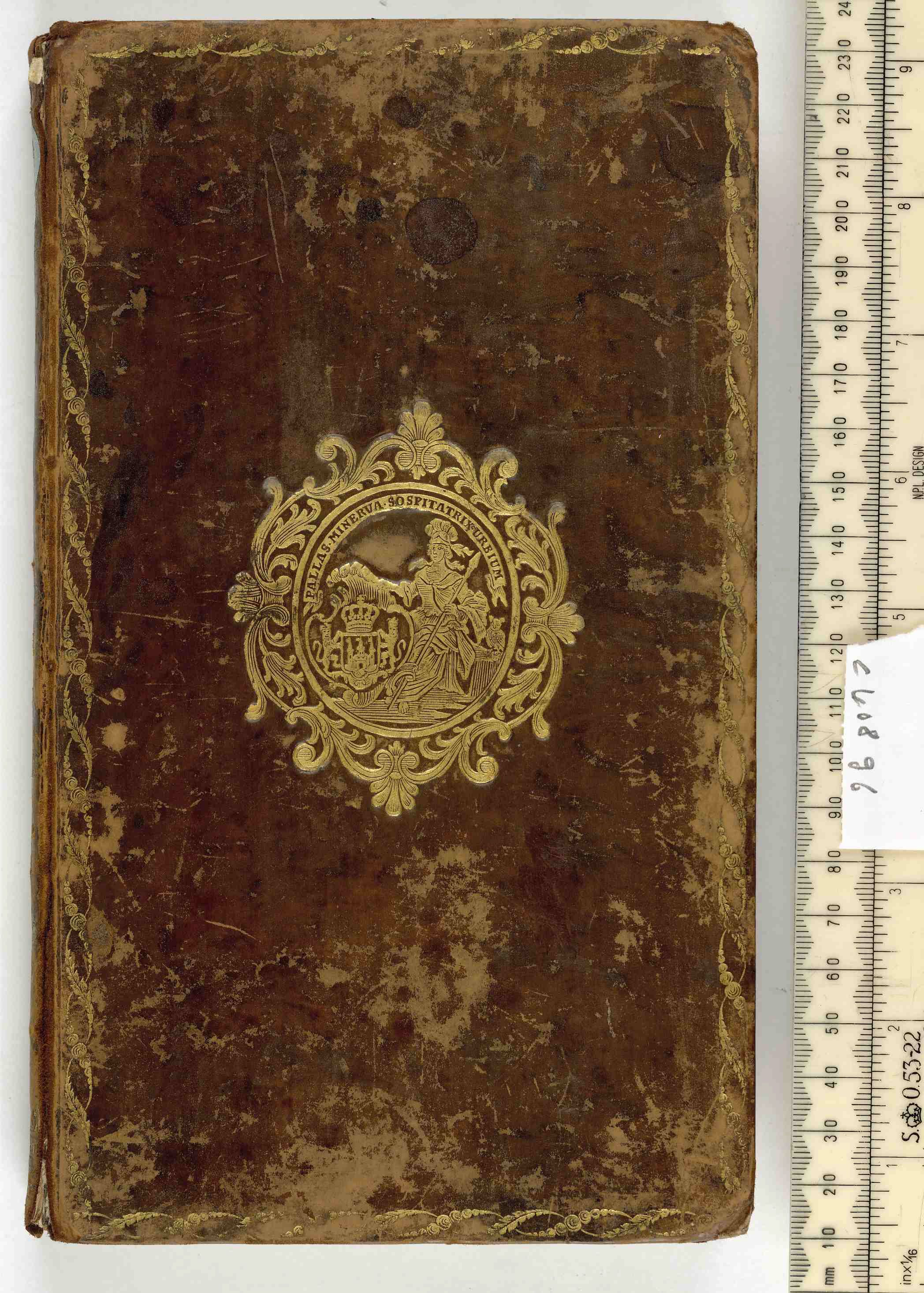
Moriae encomium (Chvála Bláznivosti) Erasma Rotterdamského, kterou do češtiny jako do prvního národního jazyka přeložil Řehoř Hrubý z Jelení. Renesanční kodex.

Hlavním cílem česky píšících humanistů bylo dokázat, že českým jazykem lze tlumočit nejlepší světová díla na úrovni originálu. Překládána byla zejména díla antická, ale pozornosti se dostalo i církevním Otcům (např. Jana Chrýsostoma přeložil jak Viktorin Kornel ze Všehrd, tak Řehoř Hrubý z Jelení) a současným autorům počínající renesance (např. Erasmu Rotterdamskému).
Jako významný překladatel i původní autor českého národního humanismu proslul Řehoř Hrubý z Jelení. Českou literaturu obohatil překladem Erasmovy Chvály Bláznivosti (vůbec první převod do národního jazyka), jejíž řecko-latinský titul (Moriae encomium), odkazující k postavě Bláznivosti jakožto personifikaci renesanční lehkomyslnosti, však Řehoř přeložil nepřesně jako Chvála bláznovství. Dále převedl z italštiny F. Petrarku a z řečtiny Marka T. Cicerona a Jana Chrýsostoma. Řehoř patřil ve své době k malé komunitě českých humanistů, kteří vedle latiny aktivně ovládali také starořečtinu (např. Augustin Olomoucký zřejmě řecky rozuměl jen omezeně); zasazoval se též o docenění řečtiny na Pražském vysokém učení. Vedle překladů sepsal vlastní dílo Napomenutí Pražanům, kde uvažuje nad husitským odkazem; řeší zde například otázku, zda je válka v souladu s křesťanskými hodnotami. Z jeho korespondence vyplývá, že bedlivě dbal o renesanční vzdělání svého syna Zikmunda Hrubého z Jelení, jenž se později rovněž stal humanistou.
Syn Jiřího z Poděbrad Hynek z Poděbrad, který navštívil Itálii i humanistické Uhry jako diplomat v královských službách, je autorem překladu některých novel z Dekameronu Giovanniho Boccaccia. K nim překladatel připojil jednu novelu autorskou (česky vyšlo jako Boccacciovské rozprávky). Z Boccacciova díla vybírá látky kontroverzní, zejména erotické nebo kritické k římskokatolické církvi.
Kromě Rozprávek sepsal Hynek vlastní báseň Májový sen (dostupné online), která líčí erotické snění mladíka o jeho milé a končí mladíkovým probuzením v nejméně vhodnou chvíli. Dále je autorem traktátů (např. O štěstí), jež jak žánrem, tak zpracováním odkazují spíše ke středověku, a milostné poesie. Hynkovi se dostalo humanistického vzdělání a byl v Čechách i v Uhrách nositelem renesančního životního stylu.
- Viktorin Kornel ze Všehrd
- Řehoř Hrubý z Jelení
- Hynek z Poděbrad
- Jan Franta – Frantova práva (pseudonym)
- Lukáš Pražský
- Martin Kabátník – cestopis

## Doba veleslavínská (1520–1620)
Je nazvána podle významného vydavatele toho období v Čechách D. A. Veleslavína. V této době nastal prudký rozvoj literatury, o literaturu se začíná zajímat měšťanstvo. Literatura se stále více zaměřovala na životní praxi, to způsobilo, že ubývalo umělecké literatury. Další příčinu prudkého rozvoje je třeba hledat v rozvoji školství – především latinská literatura. Nejvýznamnějším počinem bylo vydání Bible kralické – první kompletní překlad Bible do češtiny z původních jazyků (a nikoli z latiny, jak do té doby bývalo zvykem), její čeština, byť úmyslně archaizující, byla dlouho považována za vzorovou.
Ve druhé polovině tohoto období se výrazně prosazuje čeština, latina ustupuje do pozadí – často v ní jsou psány vědecké práce, většinou na univerzitě.
Dále byly v oblibě písně – duchovní, většinou nekatolické. Vznikala tzv. literátská bratrstva – amatérské pěvecké soubory, je zajímavé, že tyto soubory fungovaly na principu cechů – tj. měla dosah pouze v jednom městě. Většinou zpívala při bohoslužbách. Písně byly uspořádány do zpěvníků – kancionálů.
Objevují se letáky (tištěné), které informovaly o různých zprávách, říkalo se jim noviny.
Velmi populární stále zůstávaly knížky lidového čtení.

### Latinsky píšící autoři
- Jan starší Hodějovský z Hodějova
- Matouš Collinus z Chotěřiny
- David Crinitus z Hlavačova
- Jan Campanus Vodňanský
- Alžběta Johana Vestonie
- Matyáš Borbonius z Borbenheimu

### Česky píšící autoři
- Jan Blahoslav
- Daniel Adam z Veleslavína
- Mikuláš Dačický z Heslova
- Václav Hájek z Libočan
- Šimon Lomnický z Budče
- Jan Thadeus Meziřičský

cestopisy:
- Václav Vratislav z Mitrovic
- Oldřich Prefát z Vlkanova
- Bedřich z Donína
- Kryštof Harant z Polžic a Bezdružic

vědecká literatura:
- Ján Jesenský
- Tadeáš Hájek z Hájku
- Karel starší ze Žerotína

drama:
- Pavel Kyrmezer